# Rhipidipathes
Genre
Rhipidipathes est un genre de coraux noirs de la famille des Aphanipathidae.

## Liste des espèces
Selon World Register of Marine Species (11 décembre 2022) :
- Rhipidipathes colombiana (Opresko & Sánchez, 1997)
- Rhipidipathes helae Horowitz, 2022
- Rhipidipathes reticulata (Esper, 1795)